# اوئدا، نارا
اوئدا، نارا (به لاتین: Ōuda) یک منطقهٔ مسکونی در ژاپن است که در ناحیه کانسای واقع شده‌است. اوئدا ۸٬۶۴۷ نفر جمعیت دارد.

## نگارخانه

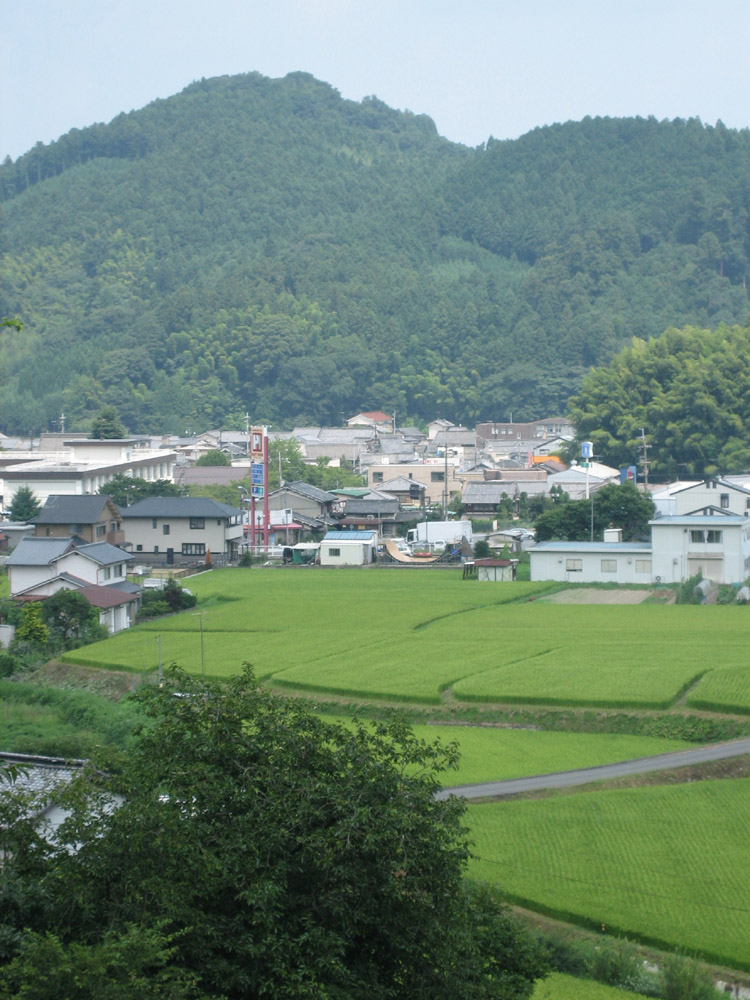
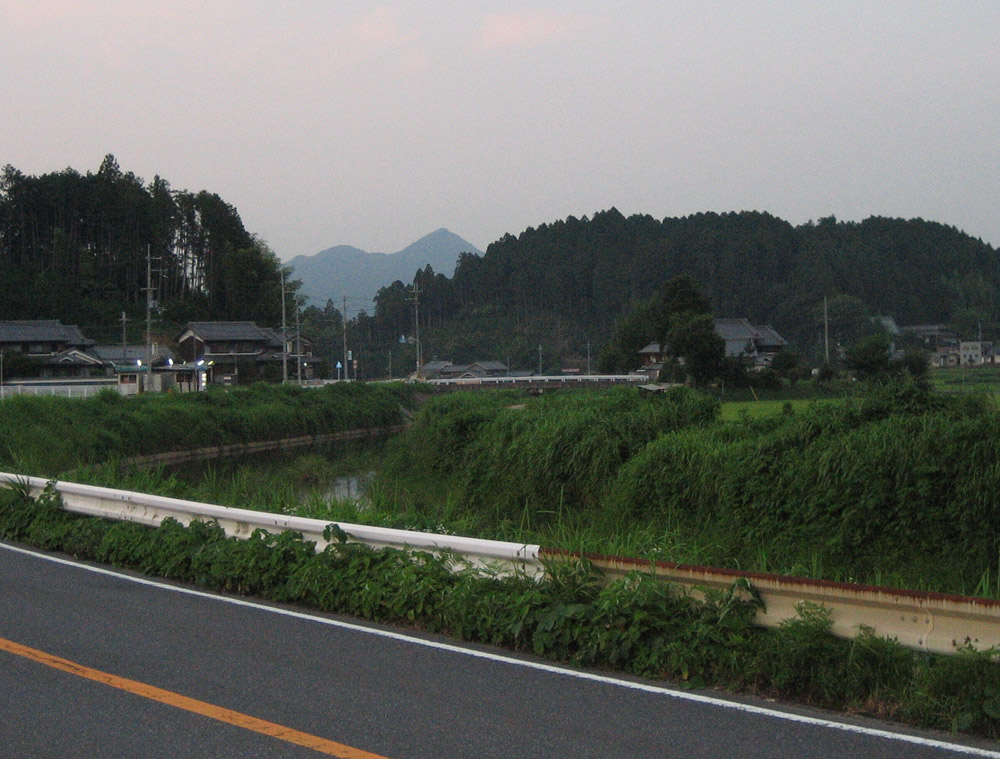